# متنزه كولون

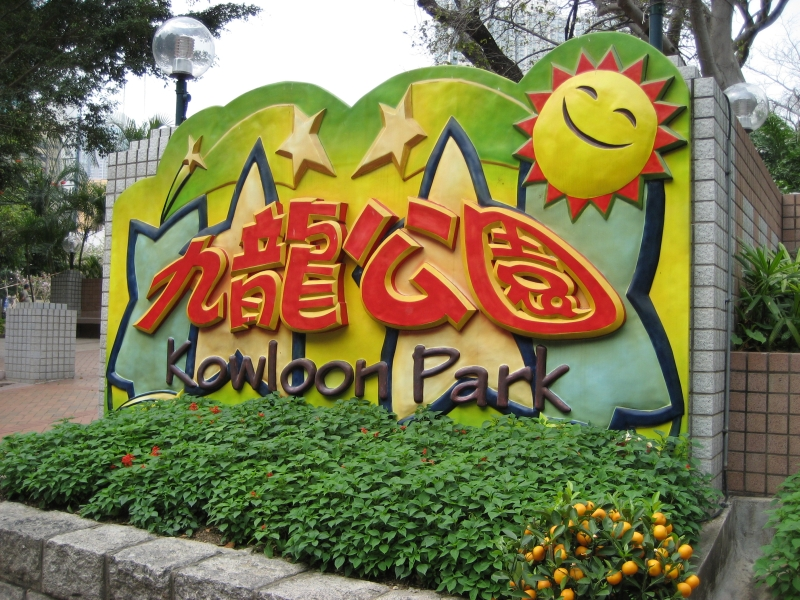

متنزه كولون هو متنزه وحديقة عامة كبيرة في تسيم شا تسوي، شبه جزيرة كولون، هونغ كونغ. وتديرُها وزارة الثقافة والترفية والخدمات.

## المرافق

### الجدار الشجري
توجد بعض الأشجار والتي تنمو على الجدران في المتنزه.

### معرض التثقيف الصحي ومركز الموارد
تم إنشاء المعرض في 17 مايو 1997. وتتم إدارتهُ من قبل قسم الأغذية والنظافة البيئية الحكومية.

### خدمات رياضية

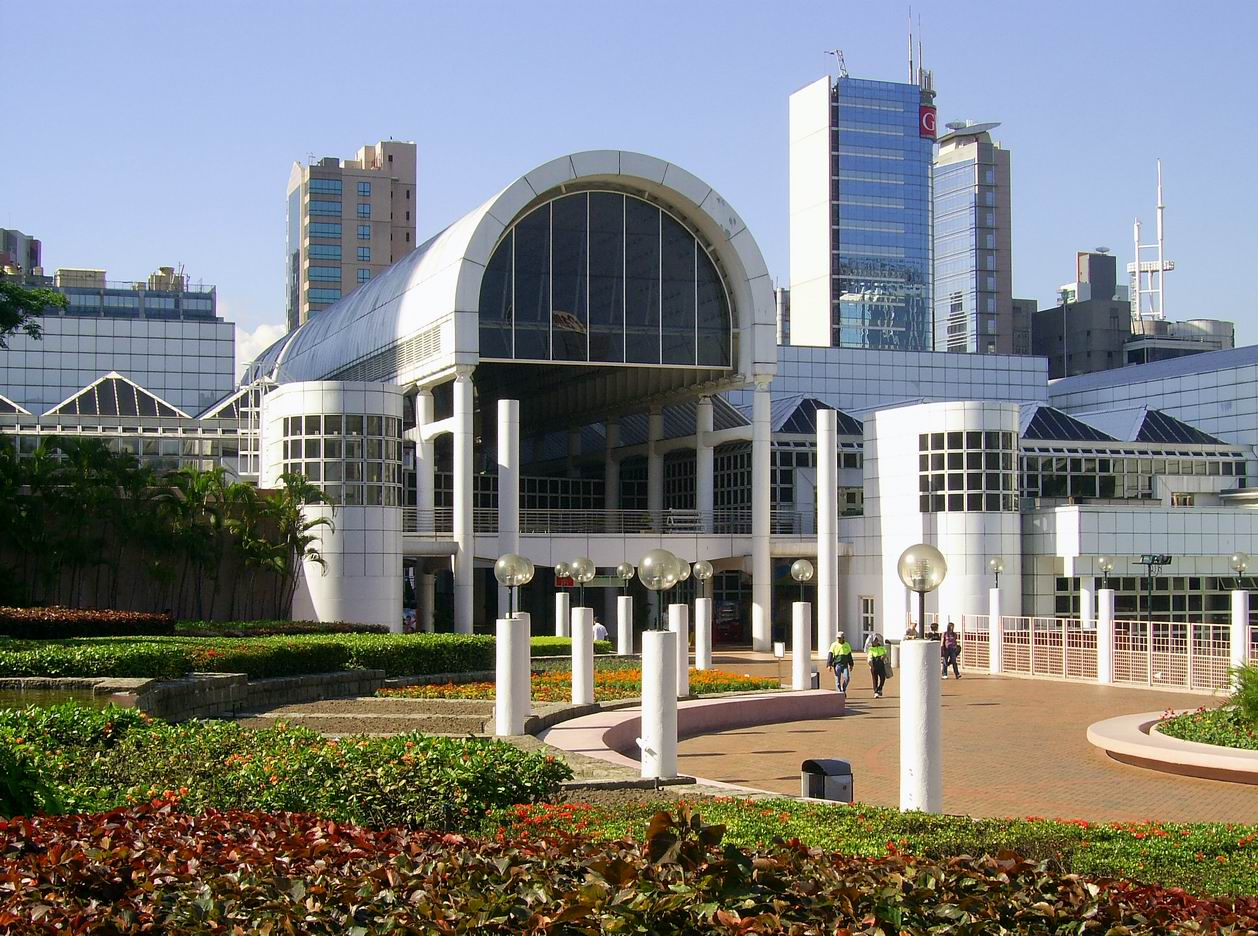
مدخل المتنزه المؤدي إلى حوض السباحة والمركز الرياضي

يضمُ المتنزه مركز رياضي مُغلق «داخلي» ومركز كبير للألعاب المائية. يتكون مجمع السباحة من أربعة أحواض سباحة منها بمياه دافئة وحوض سباحة أولمبي يبلغ طوله 50 متر وبركة تدريب بطول 25 متر وأحواض للغوص والترفية بطول 20 متر. بالإضافة إلى مناطق خاصة للتجديف ومناطق خاصة للتسفع. أفتتح مجمع السباحة في 12 سبتمبر 1989 ويمكن أن يستوعب كحد أقصى 1530 شخص، ويصل عدد الزائرين إلى أكثر من مليون زائر. ويعتبر من أفضل أحواض السباحة في هونغ كونغ.